# Kukačka prostřední
Kukačka prostřední (Cuculus saturatus) je druh ptáka z řádu kukaček (Cuculiformes) a čeledi kukačkovitých (Cuculidae). Dorůstá 32–33 cm. Rozlišují se 2 poddruhy: nominátní ssp. saturatus hnízdí na Indickém subkontinentu východně po Thajsko a jižní a východní Čínu. Hnízdiště druhého ssp., optatus, se nachází v evropské části Ruska severně po polární kruh na Sibiři a východně po pobřeží Tichého oceánu včetně Kuril a Sachalinu. Jedná se o tažný druh, se zimovišti v Malajsii.